# 別所駅 (兵庫県)
別所駅（べっしょえき）は、兵庫県三木市別所町東這田にあった三木鉄道三木線の駅である（廃駅）。

## 歴史
- 1916年（大正5年）11月22日：播州鉄道 厄神駅 - 当駅間の開通と同時に開業[1]。旅客営業のみ[1]。
- 1917年（大正6年）1月23日：当駅 - 三木駅間が開通。
- 1923年（大正12年）12月21日：播丹鉄道の駅となる。
- 1943年（昭和18年）6月1日：播丹鉄道の国有化により、鉄道省三木線の駅となる[1]。
- 1947年（昭和22年）6月1日：貨物の取扱を開始[1]。
- 1962年（昭和37年）9月1日：貨物の取扱を廃止[1]。
- 1973年（昭和48年）10月1日：荷物扱い廃止[2]。無人化[3]（ただし、1年間のみ日中に限り駅員を一人配置[4]）。
- 1985年（昭和60年）4月1日：三木鉄道の駅となる[1]。
- 2008年（平成20年）4月1日：三木鉄道廃止により廃駅となる。当駅近くに代替バス「東這田」バス停ができた。
- 2008年（平成20年）11月1日：代替バス「東這田」バス停の名称が「東這田東」バス停に変更される（※「東這田中」バス停ができたことに伴う措置）。

## 駅構造
単式ホーム1面1線を有する地上駅。線路はほぼ東西に走り、ホームは線路の南側に設けられていた。ホームに接して古い木造駅舎が残されており、内部の旅客の立ち入ることができる部分には待合所があった。かつては当駅にも駅員が配置されていたが廃止直前には無人駅となっており、待合所の出札窓口は板で埋められていた。国鉄時代の末期は無人化後も出札口が残り、週に1日程度駅舎内で定期券の販売を行っていた。
便所は改札外の西這田方にあり、男女共用の汲取式であるが、個室は閉鎖された。個室には和式全穴便器が設置されていた。

## 駅周辺
駅の南を三木鉄道にほぼ並行する形で兵庫県道20号加古川三田線が走っており、駅は県道から神社の脇の細い路地を入ったところに設けられている。
東這田の集落は駅の南側に開けており、三木市立別所中学校、三木市立別所小学校、三木別所郵便局、別所長治の墓がある法界寺などがある。東這田の集落には金物の工場がいくつかあるほか、駅の東100メートルほどのところにある三木金属工業センターにはいろいろな金物の工場が集まっている。
三木線の線路は当駅と次の高木駅との間で国道175号の高架をくぐっている。この道を北にそのまま進むと山陽自動車道の三木小野インターチェンジに行くことが出来る。
- 美嚢川 - 加古川の支流で三木線に沿っている。

## バス路線
廃止後は「東這田」（現在は「東這田東」）停留所が設置され、神姫バスの以下の路線が経由している。
- 三木鉄道代替バス
  - 厄神駅 - 東這田東 - 三木鉄道三木駅 - 恵比須駅
  - 厄神駅 - 東這田東 - 三木鉄道三木駅 - 三木営業所
- 三木営業所  - 東這田東 - 三木工業団地

## 隣の駅
三木鉄道
三木線
西這田駅 - 別所駅 - 高木駅